# Quintus Flavius Amatianus

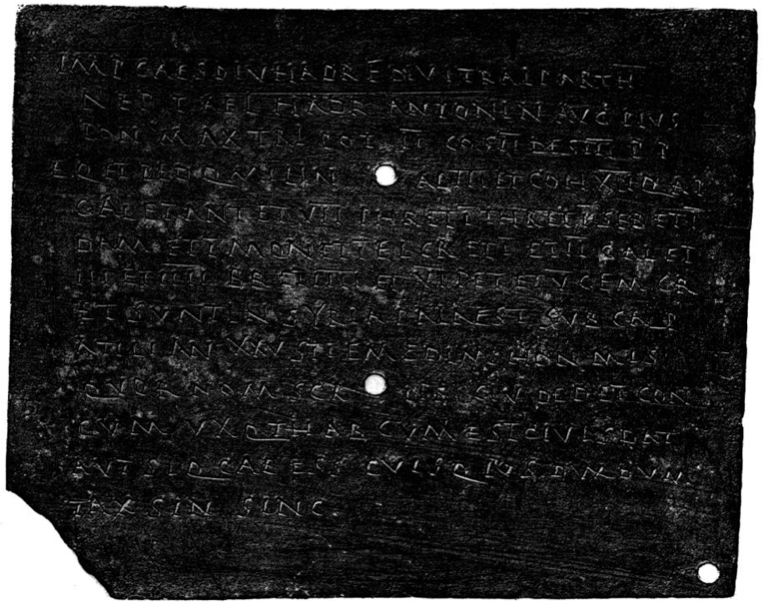
Das Militärdiplom von 139 n. Chr.

Quintus Flavius Amatianus (vollständige Namensform Quintus Flavius Quinti filius Palatina Amatianus) war ein im 2. Jahrhundert n. Chr. lebender Angehöriger des römischen Ritterstandes (Eques).
Durch ein Militärdiplom, das auf den 22. November 139 datiert ist, ist belegt, dass Amatianus 139 Kommandeur der Cohors II Ulpia Galatarum war, die zu diesem Zeitpunkt in der Provinz Syria Palaestina stationiert war. Amatianus war in der Tribus Palatina eingeschrieben und stammte aus Capua.